# اقتصاد مجارستان
اقتصاد مجارستان یک اقتصاد پر در آمد محسوب می‌شود و به لحاظ ساختار و سیاست گذاری یکی از اقتصادهای باز اروپای مرکزی محسوب می‌شود. آزاد سازی اقتصادی در مجارستان همانند اغلب دیگر کشورهای بلوک شرق از ۱۹۹۰ میلادی به بعد صورت گرفت. از سال ۱۹۹۵ میلادی مجارستان عضو سازمان همکاری اقتصادی و توسعه است و در سال ۱۹۹۶ میلادی این کشور به عضویت سازمان تجارت جهانی درآمد.